# Meselefors
Meselefors (südsamisch Miesiegoejhke) ist ein Ort (småort) in der schwedischen Provinz Västerbottens län und der historischen Provinz Lappland.
Der Ort der Gemeinde Vilhelmina etwa 25 Kilometer südlich von Vilhelmina. Die Inlandsbahn und die Europastraße 45 (Europaväg 45) überqueren am Südrand des Ortes den Fluss Ångermanälven. Dort zweigt der Riksväg 90 ab, der dem Ångermanälven abwärts folgt, zunächst vorbei an Åsele und weiter bis zur Mündung, wo er unweit Härnösand die Europastraße 4 (Europaväg 4) erreicht.
Bei Meselefors gibt es am gegenüberliegenden, rechten Flussufer einen Campingplatz.

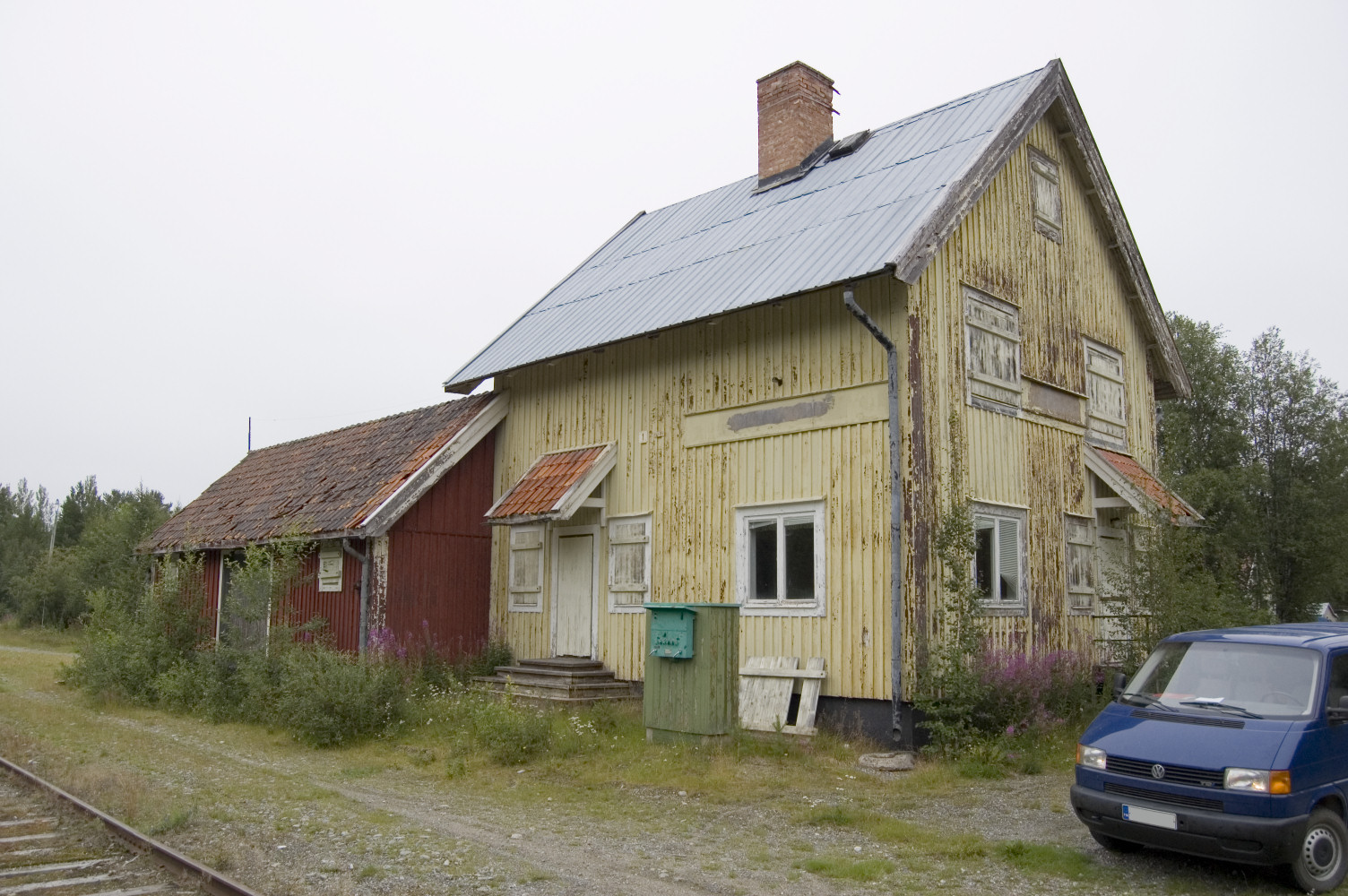
Bahnhof Meselefors (2009)